# モンタギュー文法
モンタギュー文法（モンタギューぶんぽう、英語: Montague grammar）は、自然言語の意味論へのアプローチの一つ。アメリカ合衆国の論理学者リチャード・モンタギューの名を採って名付けられた。
モンタギュー文法は形式論理学、特にラムダ計算と集合論にもとづき、内包論理とタイプ理論も利用している。モンタギューはこのアプローチを1960年代から1970年代の初頭にかけて率先した。
モンタギューによれば（英語のような）自然言語の意味論と（述語論理のような）形式言語のそれとの間に本質的な違いはない。モンタギュー文法の中心的な概念は論文 "The Proper Treatment of Quantification in Ordinary English" ではじめて提案された。
モンタギューの量化の扱いはプログラミング意味論の継続の概念と関連付けられている。